# Extricate
Extricate è un album del 1990 della band post-punk The Fall. Fu fatto appena dopo il divorzio del leader della band Mark E. Smith dalla moglie Brix Smith.

## Trace

### Tracce vinile originale
Lato 1
1. "Sing! Harpy" (M. Beddington, Mark E. Smith) – 5:24 (note - M. Beddington is a pseudonym used by Martin Bramah)
2. "I'm Frank"  (Craig Scanlon, Smith) – 3:21
3. "Bill Is Dead" (Scanlon, Smith) – 4:32
4. "Black Monk Theme, Part I"  (The Monks - originally titled "I Hate You") – 4:35
5. "Popcorn, Double Feature" (Scott English, Weiss) – 3:43

Lato 2
1. "Telephone Thing" (Matt Black, Jon More, Smith) – 4:12
2. "Hilary" (Smith) – 2:30
3. "Chicago, Now!" (Smith) – 5:59
4. "The Littlest Rebel" (Steve Hanley, Scanlon, Smith, Wolstencroft) – 3:36
5. "And Therein..." (Bramah, Smith) – 2:53

### CD e audiocassetta
1. "Sing! Harpy"
2. "I'm Frank"
3. "Bill Is Dead"
4. "Black Monk Theme, Part I"
5. "Popcorn, Double Feature"
6. "Arms Control Poseur" (Scanlon, Smith, Simon Wolstencroft) – 4:44
7. "Black Monk Theme Part II" (Monks - originally titled "Oh, How to Do Now") – 2:01
8. "Telephone Thing"
9. "Hilary"
10. "Chicago, Now!"
11. "The Littlest Rebel"
12. "British People in Hot Weather" (Hanley, Scanlon, Smith, Wolstencroft) – 3:07
13. "And Therein..."
14. "Extricate" 	(Hanley, Scanlon, Adrian Sherwood, Smith) – 3:46